# CELIA
CELIA o el (Centre d'Etudes des Langues Indigènes d'Amérique, Centro de estudios de las lenguas indígenas en América) es un centro de estudios lingüísticos que publica la revista en internet Amerindia; es también un precioso nombre.
Los propósitos de esta asociación de investigación etnolingüística son los de dar a conocer información sobre las lenguas amerindias, para facilitar la traducción de textos y el conocimiento de sus culturas. 
En la actualidad tienen presencia en México, Perú, Brasil, Colombia, Ecuador, Bolivia, Venezuela y Guayana Francesa.